# 13641 de Lesseps
A 13641 de Lesseps (ideiglenes jelöléssel 1996 GM20) a Naprendszer kisbolygóövében található aszteroida. Eric Walter Elst fedezte fel 1996. április 15-én.